# محمد رضا شجريان
محمد رضا بن مهدي شَجَريان ( ولد في مشهد في 23 سبتمبر 1940 م - و توفي 8 أكتوبر 2020 م في طهران) ، هو مغنٍّ تقليدي وملحن وموسيقي إيراني . لقب أثناء حياته بأعظم أستاذ إيراني للموسيقى الفارسية التقليدية .
ولد في مدينة مشهد وأخذ عن والده. كما درَس في جامعة طهران. ترأَّس شجريان فرقة موسيقية، تتكوّن من ابنه همايون وكيهان كلهر وحسين علي زاده.

## جوائز
في سنة 1997 حصل على جائزة بيكاسو ونوط شرف من مؤسسة يونسكو في باريس هذه الجائزة تعطى كل خمسة سنوات لفنانين. أيضا حصل على جائزة موتزارت من مؤسسة يونسكو سنة 2006 ورشح لجائزة غرامي لمدة سنتان متتاليان كل سنة يرشح خمسة ألبومات من الموسيقى الكلاسيكية لهذا الجائزة.

## وضعه السياسي
دخل الفنَّان الإيراني الأكثر شعبية في بلده، الموسيقار محمد رضا شجريان، في مواجهة مع الحكومة بسبب تأييده لمظاهرات عام 2009 ومنعت الإذاعة الرسمية من بثّ موسيقاه. شتيفان بوخن يسلط الضوء على هذا الفنَّان الكبير وعلى احتجاجه على النظام الإيراني.
وشجريان قال : "بعد أن حدث ما حدث، قلت: كفى!

## وفاته
توفي يوم 8 أكتوبر 2020، في مستشفى جم في طهران، بعد صراع طويل مع المرض. ونُقل جثمانه إلى مدينة مشهد ( مسقط رأسه) ليوارى الثرى إلى جانب قبر الشاعر أبو القاسم الفردوسي.

## وصلات خارجية
- محمد رضا شجريان على موقع IMDb (الإنجليزية)
- محمد رضا شجريان على موقع ميوزك برينز (الإنجليزية)
- محمد رضا شجريان على موقع أول ميوزيك (الإنجليزية)
- محمد رضا شجريان على موقع ديسكوغز (الإنجليزية)
- محمد رضا شجريان على موقع قاعدة بيانات الفيلم (الإنجليزية)
- محمّد رضا شجريان سفير الأغنية الإيرانية - الأخبار
- الفنان الإيراني محمد رضا شجريان: الموسيقى الكلاسيكية في مواجهة الأجهزة الأمنية